# Ahmadabad (Qazvin)
Pour les articles homonymes, voir Ahmadabad (homonymie).
Ahmadabad (en persan : احمد آباد) est un village iranien située dans la province d'Alborz.

## Toponymie
De nombreuses villes d'Iran s'appellent Ahmadabad. Celle-ci est également appelée Ahmadābād-e Kāshāni ou encore Ahmadābād-e Mossadegh en référence au premier ministre Mohammad Mossadegh, premier chef d'État élu en Iran qui y fut assigné à résidence jusqu'à sa mort sous le régime du Chah.

## Géographie

### Situation
Ahmadabad est située dans la province d'Alborz, entre Karaj et Qazvin.